# 남코 시스템 86
남코 시스템 86은 1986년 남코에서 개발한 8비트 아케이드 게임 기판이다. 이듬해 후계 기종으로 16비트 기판인 남코 시스템 1(가제 남코 시스템 87)을 발매했다.

## 사양
프로세서:
- 메인 CPU : 모토로라 MC6809 @ 1.536MHz[1]
- 보조 CPU : 모토로라 MC6809 @ 1.536MHz
- 사운드 CPU: 히다치 HD63701 @ 1.536 MHz

비디오:
- 해상도: 288 * 244
- 4 스크롤 512*256 타일맵 레이어 (64*32 캐릭터)
- 127개의 스프라이트(32*32이상) 동시 표시

사운드:
- 야마하 YM2151 FM 음원 칩 @ 3.57958 MHz
- 전용 8채널 남코 CUS30 웨이브폼 PSG @ 96 kHz
- 2채널 DAC @ 6 MHz

## 게임
- 스카이 키드 디럭스 (1986)
- 호핑 마피 (1986)
- 이슈타르의 부활 (1986) - 드루아가의 탑 속편
- 원평토마전 (1986)
- 롤링 선더 (1986)
- 원더 모모 (1987) - 남코의 마지막 8비트 게임